# Laminacauda luscinia
Laminacauda luscinia é uma espécie de aranhas araneomorfas da família Linyphiidae encontrada em Tristão da Cunha.  Esta espécie foi descrita pela primeira vez em 1985, pelo biólogo Millidge.